# Serra de l'Estany
La Serra de l'Estany és una serra situada a cavall dels termes municipals de l'Estany i de Santa Maria d'Oló, al Moianès.

La Serra de l'Estany, respecte del terme de l'Estany

És al nord-est del terme de l'Estany i al sector central-oriental del de Santa Maria d'Oló. Té una elevació màxima de 871 metres en el seu punt més elevat, el Turó del Gomis. En el seu extrem oest-sud-oest enllaça amb el Serrat dels Moros, i a l'extrem oposat, est-nord-est, amb el Serrat dels Lliris
Pel seu vessant meridional discorre el Camí de Santa Maria d'Oló a l'Estany.